# 静岡県道157号五本地御殿場線
静岡県道157号五本地御殿場線（しずおかけんどう157ごう ごほんちごてんばせん）は、静岡県裾野市と御殿場市を通る一般県道。

## 概要
陸上自衛隊東富士演習場をはさんで、裾野市内区間と御殿場市内区間に分断されている。両区間を結ぶ演習場内道路が国土地理院地形図等で確認できるが、一般人・一般車の通行は禁止されている。
裾野市内区間は短く、道路としてあまり機能していない。御殿場市内区間は御殿場市印野地区を貫く幹線道路として整備されている。交通量は少ない。

### 路線データ
- 起点：裾野市須山（十里木） 国道469号交点。忠ちゃん牧場のそば
- 終点：御殿場市印野 静岡県道155号滝ケ原富士岡線交点。印野小学校のそば。

## 通過する自治体
- 静岡県
  - 裾野市
  - 御殿場市

## 接続する路線
- 国道469号
- 静岡県道155号滝ケ原富士岡線

## 周辺
- 陸上自衛隊東富士演習場 - 沿線沿いに富士総合火力演習会場である畑岡地区が立地する。